# Dactylactis benedeni
Dactylactis benedeni är en korallart som beskrevs av Gravier 1904. Dactylactis benedeni ingår i släktet Dactylactis och familjen Arachnactidae. Inga underarter finns listade i Catalogue of Life.